# Pas zieleńcowy

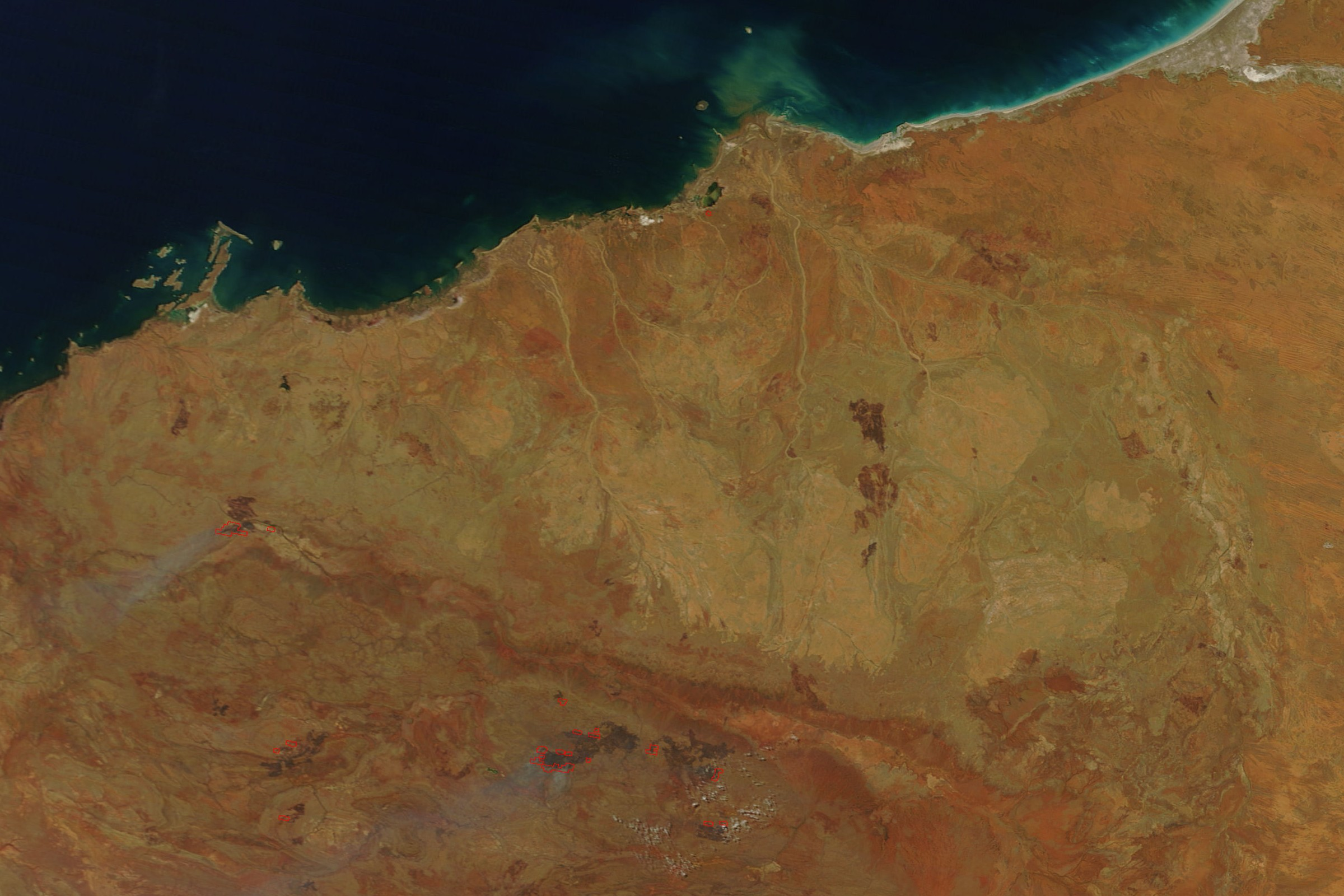
Kraton Pilbara w Australii Zachodniej widziany z satelity. Widoczne są jasne ciała skał krystalicznych oplecione przez archaiczne pasy zieleńcowe.

Pas zieleńcowy – słabo zmetamorfizowane ciała skalne otaczające silnie zmetamorfizowane skały kwaśne, charakterystyczne dla prekambryjskich tarcz kontynentalnych.
Nazwa pasów zieleńcowych wywodzi się od zieleńców, skał metamorficznych o charakterystycznej zielonkawej barwie pochodzącej od minerału chlorytu. Przed zmetamorfizowaniem tworzyły je głównie zasadowe i ultrazasadowe skały wylewne, analogiczne do współczesnych skał łuków wulkanicznych. W pasach zieleńcowych występują czerty i wstęgowe rudy żelaziste, tworzące bogate złoża rud żelaza.

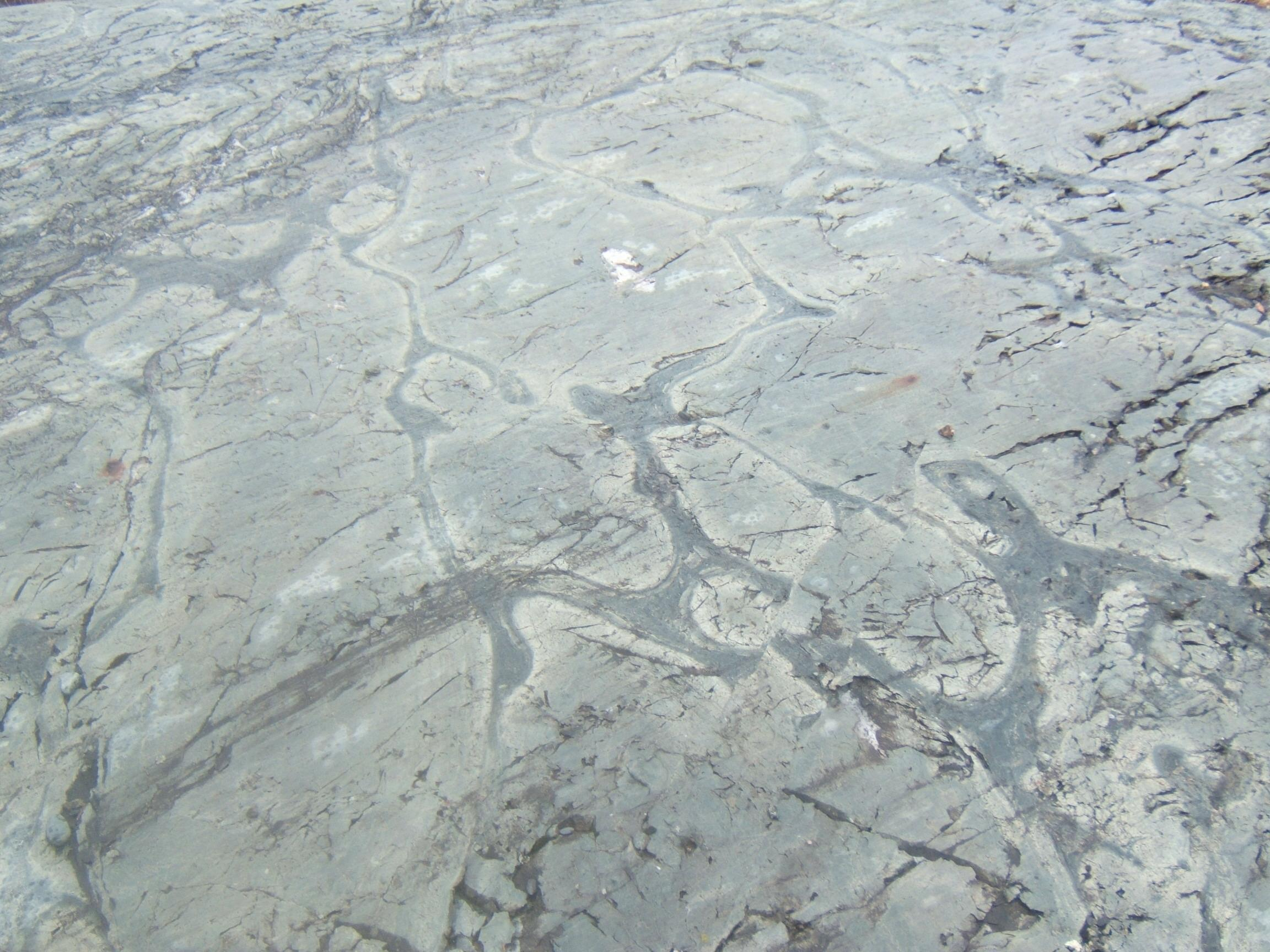
Lawa poduszkowa w pasie zieleńcowym Temagami (Kanada)

W pasach zieleńcowych często występują lawy poduszkowe i turbidyty, co wskazuje na powstanie tych skał w środowisku podwodnym. Pasy zieleńcowe są interpretowane jako pozostałości stref subdukcji i osadów basenu przedłukowego, które dzieliły małe archaiczne protokontynenty. Proces akrecji kontynentalnej doprowadził do uformowania się większych kontynentów. Typowe asocjacje zieleńcowe tworzyły się na większości obszarów do ok. 2,5 miliarda lat temu, choć nie wszędzie w tym samym czasie – np. kraton Kaapvaal w południowej Afryce uformował się już około 0,5 miliarda lat wcześniej.